# Gunki monogatari
Gunki monogatari (軍記物語? lett. "Racconti di guerra") è un genere letterario giapponese tipico dei periodi Kamakura e Muromachi che si concentra sul racconto di guerre e conflitti, specialmente guerre civili combattute tra il 1156 e il 1568. Tra le opere di questo genere rientrano lo Hōgen monogatari e lo Heiji monogatari. Il più famoso gunki monogatari è lo Heike monogatari.

## Autori
Diversamente dalle opere di periodo Heian come il Genji monogatari, l'autore di molti gunki monogatari è ignoto, e generalmente si presume siano opera di più autori diversi che avrebbero modificato e riscritto le storie più volte nell'arco dei secoli.

## Trasmissione
I gunki monogatari sono stati trasmessi principalmente in due modi: come yomimono (testi scritti) e attraverso la recitazione accompagnata dal suono del biwa di preti ciechi conosciuti come biwa hōshi, che viaggiando in diversi luoghi del Giappone ne avrebbero permesso la diffusione. 
La loro longevità nella tradizione orale ha portato allo sviluppo dell'errata concezione per cui i gunki monogatari sarebbero stati originariamente scritti con l'unico scopo di essere memorizzati e recitati, mentre in realtà essi avevano anche la funzione di narrare pseudo-storicamente le battaglie fra clan rivali. Comparazioni fra manoscritti originali accuratamente conservati hanno rivelato infatti come lo Heike monogatari sia stato originariamente redatto come cronaca degli scontri fra le famiglie Taira e Minamoto, e durante la sua stesura l'autore avrebbe attinto, oltre che a narrazioni orali, anche a diari e altre fonti storiche. Dato che la versione originale fu scritta per essere letta, non recitata, fu poi successivamente modificata per renderla adatta alla recitazione, pertanto l'odierna versione ufficiale dello Heike monogatari sarebbe il risultato di diverse trascrizioni di queste recitazioni orali.

## Stile e forma
Rispetto alle storie di guerra del periodo Heian scritte in kanbun (prosa cinese), i gunki monogatari sono scritti in un mix di giapponese e cinese. Nonostante i testi siano principalmente in prosa, occasionalmente includono anche poesie, solitamente waka.
La struttura generale dei gunki monogatari consiste generalmente in tre parti, che descrivono rispettivamente le cause della guerra, le singole battaglie e le conseguenze del conflitto. Come risultato della trasmissione orale, i testi sono generalmente episodici, spezzati in diverse piccole storie che spesso si concentrano su singoli episodi o personaggi. I gunki monogatari danno particolare importanza proprio alle esperienze individuali e ai pensieri dei singoli guerrieri, spostando la prospettiva su coloro che sono materialmente impegnati nel conflitto e spesso simpatizzando o esprimendo un giudizio morale sulle loro azioni. Se esaminiamo ad esempio le diverse versioni dello Heike monogatari, possiamo infatti notare come quelle più antiche includano solo una descrizione generale della battaglia, mentre altre successive riportano anche le azioni individuali dei singoli personaggi. Inoltre, le versioni più recenti trasformano i soldati da comuni umani a figure idealizzate di eroi incarnanti l'etica guerriera. Queste ultime aggiunte sono presumibilmente frutto della tendenza, tipica della trasmissione orale, di integrare a persone ed eventi reali temi prescritti, in modo da rendere la recitazione più piacevole ed efficace. Per questi motivi i gunki monogatari possono essere considerati un misto di fatti reali e finzione.

## Tematiche principali

### Etica guerriera
I gunki monogatari danno grande enfasi all'etica guerriera intrecciata al sistema di valori morali tipici del codice samurai, che prescriveva prima di tutto la lealtà verso il proprio superiore, l'importanza dell'onore personale e l'invito ad affrontare la morte con coraggio. I soldati preferivano morire ed essere in seguito elogiati piuttosto che continuare a vivere con un nome macchiato dalla vergogna: un esempio di ciò è rappresentato nell'Heike Monogatari da Sanemori, un guerriero che, nonostante la sua età, continua a combattere il nemico per proteggere la ritirata delle forze degli Heike. L'etica guerriera prescriveva una linea di condotta ben precisa che i soldati dovevano seguire a prescindere dai loro sentimenti o dalle loro inclinazioni personali, ad esempio rifiutando la compassione quando questa è in conflitto col dovere. Sempre citando un esempio presente nello Heike monogatari, la prevalenza del dovere sulla compassione è evidente nell'episodio in cui il giovane soldato Genji Yukishige si ribella contro Takahashi Nagatsuna e lo uccide nonostante quest'ultimo gli abbia risparmiato la vita poiché molto somigliante al suo stesso figlio. Questa rigida aderenza al codice di lealtà riappare anche nel famoso episodio di Astumori-Naozane, dove le esortazioni etiche del soldato sono più importanti del rimorso e lo obbligano ad uccidere.
Oltre a prescrivere il "giusto" codice morale da perseguire, l'etica guerriera limitava le azioni dei soldati anche livelli più superficiali: tagliare le mani dei nemici come trofei di guerra ad esempio era considerato la norma sui campi di battaglia, ma veniva al contrario condannato come un atto non onorevole se il nemico si era già arreso.

### Buddhismo
L'altro fondamentale sistema di valori che governa l'etica dei gunki monogatari è quello del buddhismo, questo non necessariamente in opposizione all'etica guerriera. Nonostante le loro intrinseche differenze infatti, nei gunki monogatari queste due componenti sono combinate. Ciò è possibile poiché la forma di buddhismo presente nei gunki monogatari è quello di Amida, che insegna che tutti coloro che si pentono dei loro peccati, e quindi anche i guerrieri che commettono atti violenti, rivolgendosi a lui potranno rinascere nel suo paradiso e raggiungere lì l'illuminazione. Inoltre, secondo questa forma di buddhismo è possibile raggiungere l'illuminazione in questa vita a causa della deteriorazione terrena della legge (mappō).
Concetti chiave del buddhismo nei gunki monogatari comprendono il karma (l'idea per cui le circostanze attuali sono punizioni o premi per le nostre azioni passate) e l'impermanenza (l'idea per cui tutte le cose sulla terra non sono eterne ma sono destinate ad avere una fine). Questi temi appaiono apertamente in piccoli sermoni inseriti nei testi, in particolare lo Heike monogatari stesso può essere visto come un lungo sermone sul buddhismo.